# Автономная некоммерческая организация
Автоно́мная некомме́рческая организа́ция — одна из организационно-правовых форм унитарных (не имеющих членства) некоммерческих организаций, учреждённая гражданами и/или юридическими лицами на основе добровольных имущественных взносов в целях предоставления услуг в области образования, жизнеобеспечения, здравоохранения, культуры, науки, права, физической культуры и спорта и иных услуг.
Также представительные (законодательные) органы муниципальных образований на основании статьи 69 Федерального закона от 06.10.2003 N 131-ФЗ «Об общих принципах организации местного самоуправления в Российской Федерации» могут создавать автономные некоммерческие организации.

## Особенности функционирования
статья 10 Федерального закона «О некоммерческих организациях» от 12.01.1996 N 7-ФЗ
1. Имущество, переданное во владение автономной некоммерческой организации её учредителями (учредителем), является собственностью автономной некоммерческой организации. Учредители автономной некоммерческой организации не сохраняют прав на имущество, переданное ими в собственность этой организации.
2. Учредители автономной некоммерческой организации не отвечают по обязательствам учреждённой ими автономной некоммерческой организации, а она не отвечает по обязательствам её учредителей.
3. Автономная некоммерческая организация вправе осуществлять деятельность, приносящую доход, соответствующую тем целям, для достижения которых была создана данная автономная некоммерческая организация.
4. Надзор за деятельностью автономной некоммерческой организации осуществляют её учредители в порядке, предусмотренном её учредительными документами.
5. Учредители автономной некоммерческой организации могут пользоваться её услугами только на равных условиях с другими лицами.